# František Erben
František Erben (Praga, 27 novembre 1874 – Praga, 9 giugno 1942) è stato un ginnasta boemo. Partecipò alla gara di ginnastica alle Olimpiadi 1900 di Parigi, in cui arrivò al 32º posto.
Oltre alle Olimpiadi, partecipò in tre occasioni ai Campionati mondiali di ginnastica artistica: Praga 1907, Lussemburgo 1909 e Torino 1911. In tutto riuscì a vincere quattro ori, un argento e due bronzi.